# Buddy Humphrey
Loyie Nawlin Humphrey, detto Buddy (Dallas, 29 settembre 1935 – Contea di Gregg, 21 aprile 1988), è stato un giocatore di football americano statunitense che ha giocato nel ruolo di quarterback  nella National Football League (NFL) e nella American Football League (AFL). Al college giocò a football alla Baylor University.

## Carriera professionistica
Humphrey fu scelto dai Los Angeles Rams nel corso del secondo giro del Draft NFL 1959, una selezione ottenuta tramite uno scambio coi Washington Redskins. Con essi rimase per due stagioni, dopo di che fu scambiato coi Dallas Cowboys, trascorrendovi la stagione 1961. Dopo un anno di inattività firmò con i St. Louis Cardinals nel 1963, giocandovi fino al 1965. L'ultima stagione della carriera, Buddy la passò con gli Houston Oilers della American Football League.

## Vittorie e premi
Nessuno

## Statistiche
| Yard lanciate     | 1.094 |
| Touchdown         | 4     |
| Intercetti subiti | 12    |
| Passer rating     | 48,6  |